# 100 dragspel och en flicka
100 dragspel och en flicka, även Hundra dragspel och en flicka, är en svensk film från 1946 i regi av Ragnar Frisk.

## Handling
Filmen handlar om de två uppfinnarna Ville och Rulle (Elof Ahrle och Bengt Logardt) som arbetat fram ett nytt epokgörande dragspel; dock finns konkurrenter som gärna vill komma åt ritningarna. Tolvårige Pelle Borell (Anders Nyström) får visa vad dragspelet går för i ett möte med den svenska dragspelseliten. Flera av dåtidens största svenska dragspelare medverkar som sig själva och spelar olika korta melodier.

## Om filmen
Filmen spelades in i november och december 1945 vid Filmateljén i Stockholm. Den premiärvisades på biograf Saga i Sundsvall den 31 januari 1946. Göteborgspremiär veckan därpå, den 4 februari, på biograferna Göta och Rialto, samma dag som i Örebro på biograf Roxy. Stockholmspremiär några veckor senare, den 23 februari, på biograf Aveny vid Birger Jarlsgatan.
Stockholmstidningen skrev: "Ahrle har här sin bästa lustspelsroll på mycket länge". Aftontidningen skrev: "En film som går direkt till svenska folkets hjärta. ... Elof Ahrles figur har förutsättningar att bli klassisk."
Filmen har visats vid ett flertal tillfällen i SVT, senast i november 2022, samt i TV4.

## Rollista i urval
- Elof Ahrle – Vilhelm "Ville" Karlsson
- Ingrid Backlin – Siv Jonsson
- Bengt Logardt – Rudolf "Rulle" Berg
- Anita Björk – Elsa Borell
- Gösta Cederlund – farfar Julius "Julle" Borell
- Anders Nyström – Pelle Borell, Elsas bror
- Carl-Gunnar Wingård – fabrikör Jonsson vid Svenska Dragspelsfabriken, Sivs far
- Bertil Berglund – Nils Andersson-Grip, förman på Svenska Dragspelsfabriken
- Evert Granholm – Hjelm, representant för Speilmans Dragspelsfabrik
- Arne Lindblad – direktör Speilman vid Speilmans Dragspelfabrik
- Christina Sorbon – Viola
- Birgit Johannesson – fröken Lange, gäst på restaurang Verona
- Sigge Fürst – konferencier
- Lasse Benny – dragspelare
- Stefan Dahlén – dragspelare
- Allan Eriksson – dragspelare
- Erik Frank – dragspelare
- Karl Grönstedt – dragspelare
- Hans-Erik Nääs – dragspelare
- Sölve Strand – dragspelare
- Ivan Thelmé – dragspelare
- Andrew Walter – dragspelare
- Gösta Westerlund – dragspelare

## Musik i filmen
- Med hundra dragspel och en flicka, kompositör Jules Sylvain, text Fritz Gustaf, sång Elof Ahrle och Naemi Briese
- Improvisation (Walter), kompositör Andrew Walter, instrumental
- Livet i finnskogarna, arrangör Calle Jularbo och Herman Gellin, instrumental
- Med en enkel tulipan, kompositör Jules Sylvain, text Sven Paddock, instrumental
- Dragspelsstudie, kompositör Andrew Walter, instrumental
- Vals i Vällingsjö, kompositör Andrew Walter, text Fritz Gustaf, instrumental
- Babillage, kompositör Jules Sylvain, instrumental
- Come on, Jimmy, kompositör Sam Samson och Olle Jacobsson
- Tango tipico, kompositör Andrew Walter, instrumental
- Cocktail, kompositör Emil Segnitz, text Karl-Ewert
- Skärgårdsflirt, kompositör Jules Sylvain, text Nils Gustaf Granath, instrumental
- Amerikabrev, kompositör och text Ruben Nilson, sång Elof Ahrle
- Titel Min lilla occarina, kompositör och text Gunnar Tigerström, instrumental
- Kungliga Södermanlands regementes marsch, kompositör Carl Axel Lundvall, instrumental
- Arholmavalsen, kompositör Albin Carlsson, text J.L. Ö-d, instrumental
- Hurra va' ja' ä' bra, kompositör Jules Sylvain, text Karl Gerhard, sång Elof Ahrle och Bengt Logardt
- Accordion boogie, kompositör Andrew Walter, instrumentalister Sölve Strand och Allan Eriksson
- Jumping Fingers, kompositör Erik Frank, instrumental
- Concertino, kompositör Gösta Westerlund, instrumental
- En sväng med tösen, kompositör Sölve Strand, instrumental
- Franska Herbert, kompositör Karl Grönstedt, instrumental
- Hammarbypolka, kompositör Hans-Erik Nääs, instrumental
- Blått blod, kompositör Ivan Thelmé, instrumental
- Hälsning från Södern, kompositör Andrew Walter, instrumental
- Präriens uppvaknande, kompositör Stefan Dahlén, instrumental
- Säkkijärven polkka, finsk text Reino Helismaa, svensk text Harry Erneclou, instrumental
- Carnival of Venice (Min hatt den har tre kanter), kompositör Julius Benedict, bearbetning: Pietro Frosini, instrumental

## DVD
Filmen gavs ut på DVD 2004.